# Christian Pfannberger
Christian Pfannberger (Judenburg, 9 december 1979) is een voormalig Oostenrijks wielrenner.

## Carrière
Pfannberger werd in 1999 Wereldkampioen op de weg bij de militairen. Een jaar later eindigde hij als 2e in het Oostenrijks kampioenschap op de weg bij de beloften.
In 2001 was hij vaak succesvol, zo won hij het eindklassement en een etappe in de Thüringen Rundfahrt en werd hij Oostenrijks kampioen bij de beloften. Pfannberger ging rijden bij Team Nürnberger Versicherung maar 2002 bleef voor hem zegeloos.
In 2004 werd hij voor twee jaar geschorst wegens het nemen van het verboden product testosteron.
In 2006 verkaste Pfannberger naar Elk Haus-Simplon waar hij zijn beste jaar reed. Hij won onder andere een etappe in de Ronde van Oostenrijk, waar hij uiteindelijk derde eindigde in het eindklassement. Ook droeg hij in deze ronde 3 dagen de gele leiderstrui. Ook in 2007 rijdt Pfannberger voor Elk Haus-Simplon. In 2008 kwam hij voor Team Barloworld uit. In 2009 rijdt Pfannberger voor Katjoesja.
Net voor de Giro d'Italia 2009, waarin hij samen met zijn ploegmaat Filippo Pozzato kopman zou zijn van Katjoesja, werd bekend dat hij een tweede keer positief heeft gereageerd, ditmaal op epo bij een out-of-competition dopingtest.
Zijn ploeg stelde hem onmiddellijk op non-actief en haalde hem uit de Giroselectie. Op 21 november werd hij door het Oostenrijkse antidopingagentschap levenslang geschorst, wat het einde van z'n carrière betekende.

## Belangrijkste overwinningen
2001
- Oostenrijks kampioen op de weg, Elite
- 1e etappe Thüringen-Rundfahrt (U23)
- Eindklassement Thüringen-Rundfahrt (U23)

2006
- 3e etappe Ronde van Oostenrijk

2007
- Oostenrijks kampioen op de weg, Elite
- Bergklassement Ronde van Oostenrijk

2008
- 1e etappe Giro del Capo
- Eindklassement Giro del Capo
- Oostenrijks kampioen op de weg, Elite

## Resultaten in voornaamste wedstrijden
| Jaar | Ronde van Italië | Ronde van Frankrijk | Ronde van Spanje |
| ---- | ---------------- | ------------------- | ---------------- |
| 2002 |                  |                     |                  |
| 2006 |                  |                     |                  |
| 2007 |                  |                     |                  |
| 2008 | opgave           |                     |                  |
| 2009 |                  |                     |                  |

| Jaar | Amstel Gold Race | Luik-Bast.‑Luik | Ronde van Lombardije | Waalse Pijl |  | WK op de weg |
| ---- | ---------------- | --------------- | -------------------- | ----------- |  | ------------ |
| 2002 |                  |                 |                      |             |  | 57e          |
| 2006 |                  |                 |                      |             |  | 114e         |
| 2007 |                  |                 |                      |             |  | 38e          |
| 2008 | 6e               | 5e              | 12e                  | 9e          |  | 8e           |
| 2009 | 9e               | 55e             |                      | 66e         |  |              |